# Club Deportivo Comerciantes Unidos
O Club Deportivo Comerciantes Unidos, mais conhecido como Comerciantes Unidos, é um clube de futebol profissional peruano. Fundado em 19 de setembro de 2002 em Cutervo, disputa suas partidas como mandante no Estádio Juan Maldonado Gamarra, com capacidade para 13.000 pessoas. Suas cores tradicionais são o amarelo e o azul.